# Mindiak
Mindiak (ros. Миндяк) – wieś (sieło) w Rosji, w Baszkortostanie, w rejonie uczalińskim. W 2010 liczyła 2282 mieszkańców.